# Saulo Decarli
Saulo Decarli (Locarno, 4 februari 1992) is een Zwitsers voetballer die bij voorkeur als centrale verdediger speelt. Hij tekende in juni 2019 een contract bij VfL Bochum, dat hem overnam van Club Brugge.

## Clubcarrière
Decarli speelde in Zwitserland voor Locarno en FC Chiasso. In januari 2013 trok hij naar het Italiaanse AS Livorno. In 2014 werd de Zwitser verhuurd aan US Avellino.
In juli 2014 sloot hij zich aan bij het Duitse Braunschweig. In drie seizoenen speelde Decarli 74 wedstrijden in de 2. Bundesliga, waarin hij driemaal scoorde. In augustus 2017 tekende de Zwitser een contract bij Club Brugge. Hij tekende in juni 2019 een contract bij VfL Bochum.

## Statistieken
| Seizoen | Club                   | Land                 | Competitie         | Duels | Doelp. |
| ------- | ---------------------- | -------------------- | ------------------ | ----- | ------ |
| 2010/11 | FC Locarno             | Vlag van Zwitserland | Challenge League   | 23    | 2      |
| 2011/12 | FC Locarno             | Vlag van Zwitserland | Challenge League   | 30    | 1      |
| 2012/13 | FC Chiasso             | Vlag van Zwitserland | Challenge League   | 10    | 1      |
| 2012/13 | AS Livorno             | Vlag van Italië      | Serie B            | 13    | 0      |
| 2013/14 | AS Livorno             | Vlag van Italië      | Serie A            | 0     | 0      |
| 2013/14 | → US Avellino          | Vlag van Italië      | Serie B            | 10    | 0      |
| 2014/15 | Eintracht Braunschweig | Vlag van Duitsland   | 2. Bundesliga      | 17    | 0      |
| 2015/16 | Eintracht Braunschweig | Vlag van Duitsland   | 2. Bundesliga      | 29    | 1      |
| 2016/17 | Eintracht Braunschweig | Vlag van Duitsland   | 2. Bundesliga      | 30    | 2      |
| 2017/18 | Club Brugge            | Vlag van België      | Jupiler Pro League | 10    | 1      |
| 2018/19 | Club Brugge            | Vlag van België      | Jupiler Pro League | 7     | 0      |
| 2019/20 | VfL Bochum             | Vlag van Duitsland   | 2. Bundesliga      | 0     | 0      |
| Totaal  | Totaal                 | Totaal               | Totaal             | 179   | 8      |

## Interlandcarrière
Decarli kwam reeds uit voor verschillende Zwitserse nationale jeugdelftallen. Hij speelde acht interlands voor Zwitserland –21.

## Erelijst
| Kampioen België    | 1x | 2017/18 |
| Belgische Supercup | 1x | 2018    |